# Guarapari (tiểu vùng)
Guarapari là một tiểu vùng thuộc bang Espírito Santo, Brasil. Tiều vùng này có diện tích 2093 km², dân số năm 2007 là 158680 người.